# 偏捷足螳属
偏捷足螳属（学名：Exparoxypilus）是矮螳科下的一个属。

## 下属物种
本属包括以下物种：
- 偏捷足螳 Exparoxypilus africanus Beier, 1929